# Adeloparius lemoulti
Adeloparius lemoulti är en skalbaggsart som beskrevs av Koshantschikov 1916. Adeloparius lemoulti ingår i släktet Adeloparius och familjen Aphodiidae. Inga underarter finns listade i Catalogue of Life.